# لیندون (کلرادو)
لیندون (به انگلیسی: Lindon) یک منطقهٔ مسکونی در ایالات متحده آمریکا است که در شهرستان واشینگتن، کلرادو واقع شده‌است. لیندون ۱٬۴۹۹ متر بالاتر از سطح دریا واقع شده‌است.